# Armageddon (Spiel)
Armageddon ist ein Tabletop-Strategiespiel mit fantastischen Elementen, bei dem beliebig viele Spieler eine Vielzahl von Figuren auf einem frei gestaltbaren Sechseck-Spielfeld bewegen.
Mit den Figuren können verschiedene Handlungen (zum Beispiel Kämpfe) ausgeführt werden, deren Erfolg durch Würfeln ermittelt wird. Der Untertitel lautet „Das strategische Fantasyspiel“.

## Das Spielsystem
Der Spielplan aus Sechsecken wird von den Spielern in Größe und Landschaft beliebig gestaltet. Dabei stehen verschiedene Geländetypen  zur Verfügung: Meer, Tiefland, Sumpf, Gebirge, Wald und andere. Die Geländeformen haben Auswirkungen auf Aufenthalt, Bewegung und Kampf. Außerdem gibt es Flüsse. Da sich auf einem Sechseckfeld bis zu 4 Einheiten aufhalten können, wird eine Seitenlänge von ca. 18 mm oder mehr empfohlen. Dadurch kann der Spielplan sehr groß werden, die Spielplatten der Spielwelt Magira weisen jeweils einen Durchmesser von 2 m auf.
Auf der Spielplatte werden Hauptstädte, Städte und Märkte festgelegt, die gemeinsam als Handelszentren oder Rüstzentren bezeichnet werden. Spielziel ist es, möglichst viele dieser Handelszentren zu erobern. Das Land wird zu Spielbeginn entweder an die Spieler verteilt, oder jeder erhält nur ein kleines Urreich, und die anderen Handelszentren bilden Nicht-Spieler-Reiche, die erobert werden können.
Jeder Spieler erhält eine gleiche Zahl von Kriegern sowie Baueinheiten, die in Kriegsgerät und Gebäude umgewandelt werden können. Zur Auswahl stehen Tiere wie Pferde und Elefanten, Geräte wie Onager, Leitern, Belagerungstürme, Schiffe wie Segel- oder Langschiffe, Bauwerke wie Gräben, Mauern oder Türme. Die Magie kommt durch Fabelwesen und Zauberer ins Spiel.
In einer Runde kommt jeder Spieler an die Reihe: Er zieht erst seine Einheiten, dann können die Einheiten Handlungen ausführen und kämpfen. Unterschieden werden Nah- und Fernkampf. Figuren- und Geländeeigenschaften beeinflussen, welche Mindestwerte der Wurf mit drei Würfeln haben muss, damit ein bestimmtes Ergebnis erzielt wird: Sieg oder Überleben eines Kriegers, Untergang eines Schiffes, Zerstörung eines Turmes usw.
Der Kampf bildet die taktische Ebene. Die strategische Ebene besteht darin, dass die Spieler frei Bündnisse miteinander schließen können. Wenn man möchte, kann das taktische Kampfsystem in eine Weltsimulation eingebettet werden, das Regeln für ein Friedensspiel vorgibt. Jeder Spieler denkt sich für sein Reich eine Kultur aus, die an fantastische oder historische Vorbilder angelehnt sein kann oder völlig frei erfunden ist. Da die Spielregeln darauf ausgelegt sind, einen dauerhaften Sieg eines Spielers zu erschweren, dauert das Spiel leicht viele Spielabende, so dass zwischen den Spielen diese Kulturen ausgebaut werden können. Hierfür gibt es Erweiterungen der Regeln wie Großrunden, Geheimaufstellungen, Spähen, Rüsten, Jahreszeiten.
Das Ewige Spiel auf Magira wird jedes Jahr auf dem Fest der Fantasie weitergespielt, auf inzwischen vier Spielplatten, und auch nach mehr als fünfzig Jahren ist ein Ende nicht in Sicht. Die Regeln des Ewigen Spiels werden jedes Jahr weiterentwickelt, entsprechen im Wesentlichen aber immer noch dem ursprünglichen Armageddon.
Das Besondere an Armageddon:
- Geliefert wird das Regelbuch, Vorlagen für Spielplan und Ausschneidebögen für die Spielfiguren
- Die Spieler gestalten den Spielplan selbst.
- Ein sehr ausführlicher Regelrahmen wird vorgegeben. Die Spieler können die Regelbereiche auswählen, die sie möchten, und die anderen weglassen.
- Eine große Detailfülle wird angeboten: Sehr viele Geländeformen, eine Vielzahl an Kriegern, Tieren und Material.

Die aktuelle Auslieferung (9. Auflage der III. Ausgabe) umfasst "84 A4-Seiten Regeln in 18 separaten Kapiteln mit 8 Magirakarten, 1 m² Spielfläche und 521 Figuren auf 24 A4-Kartons."

## Geschichte
Ende der 1960er Jahre entwickelten Eduard Lukschandl und Hubert Straßl ein auf einen Sechseckplan aufbauendes Spiel, nannten die Spielwelt Lands of Wonder, später wurden daraus Magira und Armageddon.
Beim Science Fiction Con in Wien 1966 wurde FOLLOW gegründet. Das war eine in Magira beheimatete Spielsimulation, betrieben von einer enthusiastischen Gruppe hauptsächlich Wiener Fantasy- und Spiele-Fans. Das erste Armageddon-Spiel fand am 30. März 1968 statt. Kurz darauf erschien in Follow 6 das erste Armageddon-Regelheft. Diese Regeln unterschieden sich sehr stark von den aktuellen Regeln. 1975 erschien das 3. Armageddon-Regelwerk, die Regeln waren sehr stark überarbeitet worden, hauptsächlich von Franz Schröpf.
1978 wurde der EDFC (Erster Deutscher Fantasy Club) gegründet, die 5. Auflage der Regeln erschien 1981 beim EDFC, der bis heute Inhaber der Rechte ist.